# Yūki Kawauchi
Yūki Kawauchi (川内 優輝, Kawauchi Yūki), né le 5 mars 1987 à Tokyo, est un athlète japonais spécialisé dans les courses de fond. Il détient notamment un certificat délivré par le Guinness World Records pour le nombre de marathons courus sous la barrière des 2 h 20 min 0 s au nombre de 100 à la date du 20 décembre 2020.

## Biographie
Le 1er janvier 2018, Yuki Kawauchi remporte le marathon du Nouvel An des Marshfield Road Runners en 2 h 18 min 59 s par une température de -23 degrés Celsius. Le 16 avril, il remporte le marathon de Boston en 2 h 15 min 58 s, alors qu'il n'est qu'amateur, et remporte une prime de 150 000 $. Il annonce après la course qu'il démissionne de son poste d'employé de bureau pour passer professionnel.

## Palmarès
| Année | Compétition                    | Lieu       | Place | Épreuve       |
| ----- | ------------------------------ | ---------- | ----- | ------------- |
| 2009  | Marathon de Beppu-Oita         | Oita       | 20e   | Marathon      |
| 2009  | Marathon de Tokyo              | Tokyo      | 19e   | Marathon      |
| 2009  | Marathon de Fukuoka            | Fukuoka    | 13e   | Marathon      |
| 2010  | Marathon de Tokyo              | Tokyo      | 4e    | Marathon      |
| 2010  | Marathon de Fukuoka            | Fukuoka    | 10e   | Marathon      |
| 2010  | Semi-marathon de Mari Tanigawa | Tokyo      | 1er   | Semi-marathon |
| 2011  | Semi-marathon de Mari Tanigawa | Tokyo      | 3e    | Semi-marathon |
| 2012  | Semi-marathon de Mari Tanigawa | Tokyo      | 2e    | Semi-marathon |
| 2012  | Semi-marathon d'Yaizu          | Yaizu      | 1er   | Semi-marathon |
| 2013  | Marathon de Séoul              | Séoul      | 4e    | Marathon      |
| 2014  | Jeux asiatiques                | Incheon    | 3e    | Marathon      |
| 2015  | Marathon de Zurich             | Zurich     | 2e    | Marathon      |
| 2016  | Marathon de Zurich             | Zurich     | 1er   | Marathon      |
| 2017  | Championnats du Monde          | Londres    | 9e    | Marathon      |
| 2018  | Marathon de Kitakyushu         | Kitakyushu | 1er   | Marathon      |
| 2018  | Marathon du Nouveau Taipei     | Taipei     | 1er   | Marathon      |
| 2018  | Marathon de Boston             | Boston     | 1er   | Marathon      |
| 2019  | Marathon de Otsu               | Otsu       | 8e    | Marathon      |
| 2020  | Marathon de Hofu               | Hofu       | 2e    | Marathon      |
| 2021  | Marathon de Otsu               | Otsu       | 10e   | Marathon      |
| 2022  | Marathon d'Osaka               | Osaka      | 9e    | Marathon      |
| 2023  | Marathon d'Osaka               | Osaka      | 12e   | Marathon      |
| 2024  | Marathon de Paris              | Paris      | 100e  | Marathon      |

| Épreuve       | Performance     | Date | Lieu             |
| ------------- | --------------- | ---- | ---------------- |
| 1 500 m       | 3 min 50 s 51   | 2012 | Yokohama (JPN)   |
| 5 000 m       | 13 min 58 s 62  | 2012 | Yokohama (JPN)   |
| 10 000 m      | 29 min 02 s 33  | 2010 | Shibetsu (JPN)   |
| 10 miles      | 47 min 28 s     | 2014 | Karatsu (JPN)    |
| Semi-marathon | 1 h 02 min 13 s | 2022 | Yamaguchi (JPN)  |
| Marathon      | 2 h 07 min 27 s | 2021 | Otsu (JPN)       |
| 50 km         | 2 h 44 min 07 s | 2016 | Okinoshima (JPN) |

### Autres records
- Semi-marathon
  - Athlète ayant couru le plus vite habillé d'un costume trois-pièces (1:06:42) (non certifié) (2016)

- Marathon
  - Athlète ayant couru 2 marathons en moins de 2 heures et 9 minutes (2:08:15, 2:08:14) en l'espace de 42 jours (2013)
  - Athlète ayant couru 2 marathons en moins de 2 heures et 10 minutes (2:09:05, 2:09:15) en l'espace de 14 jours (2013)
  - Athlète ayant couru le plus de fois (28) sous la barrière des 2 heures et 12 minutes
  - Athlète ayant couru le plus de fois (6) sous la barrière des 2 heures et 14 minutes durant la même année (2015)
  - Athlète ayant couru le plus de fois (64) sous la barrière des 2 heures et 15 minutes
  - Athlète ayant couru le plus de fois (98) sous la barrière des 2 heures et 20 minutes